# Умаев, Идрис Ибрагимович
Идрис Ибрагимович Умаев (род. 15 января 1999, Комсомольское, Чечня) — российский футболист, нападающий казахстанского клуба «Актобе».

## Клубная карьера
Воспитанник грозненского футбола. Несколько лет Умаев играл в молодёжной команде «Ахмата». В сезоне 2017/18 с 17 мячами он вместе с Даниилом Макеевым из «Рубина» стал вторым бомбардиром молодёжного первенства Премьер-лиги. За основу клуба провёл один матч в Кубке России: 24 сентября 2018 года нападающий вышел на замену на 118-й минуте вместо Заура Садаева в игре 1/16 финала против «СКА-Хабаровска». По окончании основного времени форвард реализовал послематчевый пенальти, который принёс команде выход в следующую стадию.
В конце января 2019 года был отдан в аренду в клуб литовской А-лиги «Паланга». Умаев дебютировал 3 марта в первом туре чемпионата, где «Паланга» в гостях уступила «Жальгирису» 1:5. На 35-й минуте забил единственный гол команды.
В сезоне 2019/20 выступал в аренде в ФНЛ за «Химки» и ПФЛ за «Химки-М». Перед сезоном 2020/21 вернулся в «Ахмат», за который дебютировал в чемпионате 9 августа в гостевом матче первого тура против «Арсенала» (0:0).
В июле 2021 был отдан в аренду в казахстанский клуб «Шахтёр» (Караганда).
19 августа 2021 в матче Лиги конференций УЕФА между «Шахтёром» и «Маккаби» (Тель-Авив) забил свой первый гол в еврокубках.
В сентябре 2022 года был отдан в аренду на сезон в «Енисей».
22 февраля 2023 года на правах аренды перешёл в казахстанский клуб «Актобе», а позже заключил с клубом полноценный контракт.
В 2024 взял свой первый трофей. В составе клуба "Актобе" стал обладателем Кубка Казахстана.

## Карьера в сборной
С 2018 года вызывался в состав юношеской сборной России для игроков не старше 20 лет.
11 мая 2022 года заявил, что хочет стать натурализованным футболистом сборной Казахстана и сообщил об этом её главному тренеру Магомеду Адиеву.

## Достижения
«Актобе»
- Бронзовый призёр Чемпионата Казахстана: 2024
- Обладатель кубка Казахстана: 2024

## Клубная статистика
| Игровая карьера | Игровая карьера    | Игровая карьера | Лига | Лига | Кубки | Кубки | Межд. | Межд. | Др. | Др. |
| --------------- | ------------------ | --------------- | ---- | ---- | ----- | ----- | ----- | ----- | --- | --- |
| 2020/21         | Ахмат              | А               | 4    | 0    | 1     | 0     | —     | —     | —   | —   |
| 2020/21         | Чайка              | Б               | 13   | 5    | —     | —     | —     | —     | —   | —   |
| 2021            | Шахтёр (Караганда) | А               | 5    | 3    | 7     | 3     | 3     | 1     | —   | —   |
| 2021/22         | Ахмат              | А               | 11   | 0    | —     | —     | —     | —     | —   | —   |
| 2022/23         | Ахмат              | А               | 0    | 0    | 0     | 0     | —     | —     | —   | —   |
| 2022/23         | Енисей             | Б               | 11   | 1    | 1     | 0     | —     | —     | —   | —   |
| 2023            | Актобе             | А               | 12   | 2    | 2     | 0     | 2     | 0     | —   | —   |
| 2024            | Актобе             | А               | 22   | 6    | 6     | 0     | 2     | 1     | —   | —   |
| 2025            | Актобе             | А               | 9    | 2    | 2     | 0     | —     | —     | —   | —   |